# 盧穆特巴萊火山
盧穆特巴萊火山是一座印度尼西亞蘇門答臘南蘇門答臘省的複式火山，該火山由3個噴發中心組成，其中2個在盧穆特山，另1個在巴萊山的東北側，
其主體受到嚴重地侵蝕作用。巴萊山的北側曾發生過大型熔岩流，至今仍能觀察到此跡象，而盧穆特山北側的2處新月形盆地內，目前仍有火山噴氣孔活動跡象。